# Accuracy International Arctic Warfare

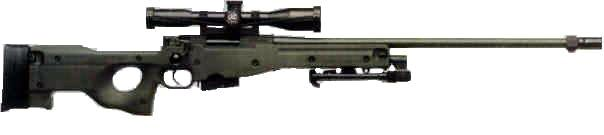
Švédská verze AWM

Accuracy International Arctic Warfare je odstřelovací puška, která byla navržena a vyrobena britskou společností Accuracy International. Tato puška si získala oblibu u civilistů, policie a armády již od svého zavedení v roce 1980. Tyto pušky mají několik funkcí, např. drží výkon i ve velmi chladných podmínkách.
Arctic Warfare pušky jsou obvykle vybaveny teleskopickým hledím Schmidt & Bender PM II s pevným nebo variabilním zvětšením. Variabilní zaměřovač lze použít, jestliže střelec potřebuje větší flexibilitu při střílení na různé vzdálenosti nebo když potřebuje širší zorné pole. Accuracy International aktivně podporuje německé vybavení Schmidt & Bender PM II/MILITARY MK II, což je pro výrobce pušek vzácné. Německé a ruské armády preferují teleskopické hledí od firmy Zeiss než teleskopické hledí Accuracy International.